# CPTM
Компанія поїздів агломерації Сан-Паулу (порт. Companhia Paulista de Trens Metropolitanos, CPTM) — система приміських поїздів, що належить Секретаріату штату Сан-Паулу міського транспорту (Secretaria de Estado dos Transportes Metropolitanos, STM) та була створена в 1992 році об'єднанням кількох залізниць у Великому Сан-Паулу, Бразилія.

## Історія
«Залізниця Сан-Паулу (SPR) почала працювати з 1867 на місці сучасної лінії 7, а Залізниця Сантус — Жундіаї почала працювати з 1946 на місці сучасної лінії 10. Залізниця між Сан-Паулу і Ріо-де-Жанейро була відкрита в 1875 році, а в 1890 році — Центральна залізниця Бразилії (EFCB, сучасна лінія 11). Сучасна лінія 12 також обслуговувалася EFCB і була відкрита в 1926 році. В 1957 році всі ці лінії увійшли до складу новоствореного АТ «Федеральна залізнична мережа» (RFFSA). Міські ділянки RFFSA в 1984 році були передані Бразильській системі міських поїздів (CBTU), а їх частина в штаті Сан-Паулу була реорганізована у CPTM в 1992 році.
Одночасно з ними, на місці сучасної лінії 8 з 1975 року діяла Залізниця Сорокабана (EFS), а на місці сучасної лінії 9 діяла залізниця у складі EFS з 1957 року. Ці лінії увійшли до Залізниці Сан-Паулу (FEPASA) в 1971 році. Швидкісний підрозділ FEPASA DRM у свою чергу увійшов до складу CPTM в 1996 році.
Зараз компанія працює над покращенням зв'язку між трьома станціями Брас, Лус і Барра-Фунда. Станція Жуліу-Престіс на лінії 8 буде закрита, на її місці буде збудований культурний комплекс, а лінія 8 буде рухатися між станціями Лус і Брас без зупинок».

## Лінії
| Лінія        | Кінцеві станції           | Довжина (км)                                       | Станцій                                | Час роботи                                 | Примітки |
| ------------ | ------------------------- | -------------------------------------------------- | -------------------------------------- | ------------------------------------------ | --- |
| 7 рубінова   | Лус ↔ Франсіску-Морату    | 38,969                                             | 13                                     | Щоденно, з 4:00 до 0:00 (субота до 01:00). | Можливе продовження, див. нижче. Колишня лінія A — коричнева.                                                                      |
| 8 діамантова | Жуліу-Престіс ↔ Ітапеві   | 35,283                                             | 20                                     | Щоденно, з 4:00 до 0:00 (субота до 01:00). | Можливе продовження, див. нижче. Колишня лінія B — сіра.                                                                           |
| 9 смарагдова | Озаску ↔ Гражау           | 32,8                                               | 18                                     | Щоденно, з 4:00 до 0:00 (субота до 01:00). | Колишня лінія C — смарагдова. |
| 10 бірюзова  | Лус ↔ Ріу-Гранді-ду-Серра | 37,203                                             | 14                                     | Щоденно, з 4:00 до 0:00 (субота до 01:00). | Колишня лінія D — бежева |
| 11 коралова  | Лус ↔ Естудантіс          | 50,841 (Східний експрес: 24,018; «Смуга B»:26,823) | 16 (Східний експрес: 7; «Смуга B»: 10) | Щоденно, з 4:00 до 0:00 (субота до 01:00). | Сервіс поділений на частини: Східний експрес (Лус ↔ Гуаянасіс) і «смуга B» (Гуаянасіс ↔ Естудантіс) Колишня лінія E — померанчова. |
| 12 сапфірова | Браc ↔ Калмон-Віана       | 38,822                                             | 13                                     | Щоденно, з 4:00 до 0:00 (субота до 01:00). | Колишня лінія F — фіолетова |

Продовження системи
| Лінія        | Кінцеві станції                     | Довжина (км) | Станцій | Час роботи |
| ------------ | ----------------------------------- | ------------ | ------- | ---------- |
| 13 нефритова | Брас ↔ Зезінью-Магальяніс           | 20,5         | 5       | ---\|-     |
| 14 оніксова  | Лус ↔ Міжнародний аеропорт, Кумбіка | 28           | 2       | ---\|-     |

(*) Будується • (**) Планується